# Zborov (Slovacchia)
Zborov (in ungherese Zboró, in tedesco Hochwald in der Nieder) è un comune della Slovacchia facente parte del distretto di Bardejov, nella regione di Prešov.

## Storia
Il villaggio è citato per la prima volta nel 1355, come possedimento dei signori di Smilno. Nel 1414 passò ai signori di Makovica. 
Il villaggio è dominato dai ruderi del castello di Makovica, altrimenti detto Zborovský hrad (Castello di Zborov) del 1347, patria dell'omonima dinastia, e gravemente danneggiato dalle truppe del comandante Ferenc Rákóczi nel 1491-1492.